# Ostrobothnia Australis
Ostrobothnia Australis (OA) är en finländsk naturvetenskaplig förening verksam i Vasa.
Ostrobothnia Australis grundades 1924 och blev en underavdelning till Svensk-österbottniska samfundet 1927. Föreningens syfte är att främja naturvetenskaplig forskning och väcka intresse för natur och naturvård. Föreningen har naturvetenskapliga samlingar, ett naturvetenskapligt bibliotek (sedan 1948) och en biologisk station på Valsörarna (grundat 1967). De naturvetenskapliga samlingarna består av bland annat uppstoppade fåglar, däggdjur och fiskar samt insekter, växter, bergarter och mineraler. Samlingarna utgjorde stommen till det museum som föreningen upprätthöll sedan 1933. År 2002 medverkade föreningen i planeringen och förverkligandet av Terranova – Kvarkens naturcentrum, som byggdes i Österbottens museum. I samband med detta stängdes Ostrobothnia Australis museum och samlingarna överläts till Österbottens museum, där även föreningens möten numera hålls. Valsörarnas biologiska station tjänstgör som bas för fågelobservationer; där pågår bland annat ringmärkning av pärlugglor och inventering av skärgårdsfåglar. Observationerna från Valsörarna publiceras regelbundet i föreningens årsbok OA-Natur.